# Acceso uniforme a memoria

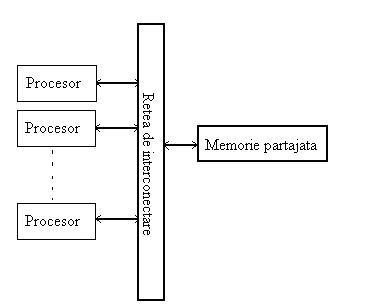
Ejemplo de una arquitectura UMA

Acceso uniforme a memoria o UMA (en inglés: Uniform Memory Access) es una arquitectura de memoria compartida utilizada en computación paralela.
Todos los procesos en el modelo UMA acceden a la memoria de manera uniforme, es decir, el tiempo de acceso o la localización de memoria es independiente del proceso que realiza la petición o del chip de memoria donde se encuentre el dato solicitado.
Las arquitecturas UMA frecuentemente se ven como opuestas a las arquitecturas NUMA (Non-Uniform Memory Access).
En la arquitectura UMA, cada procesador puede utilizar una caché privada. Existe un modo para compartir también dispositivos periféricos. El modelo UMA es más adecuado para aplicaciones de propósito general o para aplicaciones multi-usuario. Puede ser utilizado para aumentar el speed up de programas largos y tediosos, consiguiendo que varias máquinas ejecuten el mismo programa en menos tiempo y a ser posible con los mismos resultados.

## Tipos de arquitecturas UMA
1. UMA utilizando arquitecturas SMP basadas en buses
2. UMA utilizando crossbar switches
3. UMA utilizando redes multistage switching